# Elegia juncea
Elegia juncea là một loài thực vật có hoa trong họ Restionaceae. Loài này được L. mô tả khoa học đầu tiên năm 1771.